# Референдум у Польщі (2015)
Польський референдум 2015 — загальнонаціональний референдум, що був проведений у Польщі 6 вересня 2015 року. На референдум було винесено три питання: щодо одномандатних виборчих округів, ліквідації фінансування партій з держбюджету та податкових питань.
Результати референдуму не були обов’язковими до виконання, оскільки явка не перевищила 50%.

## Передумови
10 травня 2015 року під час першого туру президентських виборів Президент Польщі Броніслав Коморовський заявив, що за згоди Сенату хоче провести загальнонаціональний референдум, на який буде винесено три питання: одномандатних виборчих округів, змін до виборчого законодавства та ліквідації фінансування партій з держбюджету і податкових питань. Зокрема, у питанні податків Коморовський хоче запитати думки громадян, щодо зміцнення позиції платника. Він також повідомив про передачу проєкту змін до конституції, які уможливлять впровадження одномандатних виборчих округів. 13 травня Президент Польщі підписав указ про проведення 6 вересня 2015 року референдуму у справі одномандатних виборчих округів, податків та фінансування політичних партій. Він заявив, що документ був відправлений до маршала Сенату того ж дня. 24 травня 2015 року Президентом Польщі був обраний Анджей Дуда, який вступив на цю посаду 6 серпня 2015 року.
11 серпня 2015 року опозиційна партія «Право і справедливість» звернулася до президента Польщі Анджея Дуди з проханням додати до списку питань, винесених на референдум 6 вересня, ще три. Зокрема, консерватори запропонували винести на референдум питання зниження пенсійного віку, шкільного обов'язку для шестирічок і державної власності на ліси.
20 серпня 2015 року Президент Польщі Анджей Дуда звернувся до Сенату з пропозицією провести ще один референдум 25 жовтня, одним з ключових питань якого буде зниження пенсійного віку. За його словами, підвищення пенсійного віку до 67 років призвело до значних змін у житті працюючих громадян і їх родин. При цьому він сказав, що шанує рішення попереднього президента Броніслава Коморовського і не відкликатиме рішення про референдум 6 вересня щодо одномандатних виборчих округів. У відповідь прем'єр Польщі Ева Копач заявила, що очікує від президента Анджея Дуди розширення списку питань, винесених на другий референдум, що може бути проведений 25 жовтня.

## Питання
Загалом на референдум було винесено три питання, що вимагали відповідь так чи ні:
|  | 1. Чи підтримує Пан/Пані запровадження одномандатних округів на виборах до Сейму Республіки Польща? 2. Чи підтримує Пан/Пані збереження поточного методу фінансування політичних партій з державного бюджету? 3. Чи підтримує Пан/Пані запровадження загального принципу вирішення сумнівів щодо тлумачення положень податкового законодавства на користь платника податків? Оригінальний текст (пол.) 1. Czy jest Pani/Pan za wprowadzeniem jednomandatowych okręgów wyborczych w wyborach do Sejmu Rzeczypospolitej Polskiej? 2. Czy jest Pani/Pan za utrzymaniem dotychczasowego sposobu finansowania partii politycznych z budżetu państwa? 3. Czy jest Pani/Pan za wprowadzeniem zasady ogólnej rozstrzygania wątpliwości co do wykładni przepisów prawa podatkowego na korzyść podatnika? |

## Результати

### Загальні результати
| Питання | Питання                                                                    | Відповідь          | Відповідь          | Враховані голоси   | Невраховані голоси |
| Питання | Питання                                                                    | Так                | Ні                 | Враховані голоси   | Невраховані голоси |
| ------- | -------------------------------------------------------------------------- | ------------------ | ------------------ | ------------------ | ------------------ |
| 1.      | Запровадження одномандатних округів                                        | 1 829 995 (78,75%) | 493 935 (21,25%)   | 2 323 930 (97,45%) | 60 850 (2,55%)     |
| 2.      | Збереження поточного способу фінансування політичних партій                | 404 515 (17,37%)   | 1 923 994 (82,63%) | 2 328 509 (97,64%) | 56 271 (2,36%)     |
| 3.      | Тлумачення положень податкового законодавства на користь платника податків | 2 194 684 (94,52%) | 127 288 (5,48%)    | 2 321 972 (97,37%) | 62 694 (2,63%)     |
| Явка:   | Явка:                                                                      | Явка:              | Явка:              | 2 384 780 (7,80%)  | 2 384 780 (7,80%)  |
| Джерело | Джерело                                                                    | Джерело            | Джерело            | [ 9 ]              | [ 9 ]              |

### Результати по воєводствах
|                      | Перше питання | Перше питання | Перше питання | Перше питання | Друге питання | Друге питання | Друге питання | Друге питання | Третє питання | Третє питання | Третє питання | Третє питання | Явка    | Явка  |
| Воєводство           | Так (голосів) | Так (%)       | Ні (голосів)  | Ні (%)        | Так (голосів) | Так (%)       | Ні (голосів)  | Ні (%)        | Так (голосів) | Так (%)       | Ні (голосів)  | Ні (%)        | Голосів | %     |
| -------------------- | ------------- | ------------- | ------------- | ------------- | ------------- | ------------- | ------------- | ------------- | ------------- | ------------- | ------------- | ------------- | ------- | ----- |
| Нижньосілезьке       | 144416        | 77,20%        | 42660         | 22,80%        | 33616         | 17,94%        | 153754        | 82,06%        | 177345        | 94,85%        | 9637          | 5,15%         | 191752  | 8,27% |
| Куявсько-Поморське   | 88485         | 78,84%        | 23752         | 21,16%        | 19155         | 17,03%        | 93320         | 82,97%        | 105397        | 94,06%        | 6653          | 5,94%         | 115330  | 7,02% |
| Люблінське           | 103661        | 79,87%        | 26132         | 20,13%        | 21517         | 16,55%        | 108489        | 83,45%        | 121488        | 93,74%        | 8119          | 6,26%         | 133294  | 7,64% |
| Любуське             | 42798         | 79,36%        | 11132         | 20,64%        | 8189          | 15,14%        | 45882         | 84,86%        | 50822         | 94,33%        | 3055          | 5,67%         | 55337   | 6,86% |
| Лодзинське           | 112828        | 78,32%        | 31224         | 21,68%        | 24986         | 17,30%        | 119435        | 82,70%        | 136367        | 94,74%        | 7578          | 5,26%         | 147879  | 7,31% |
| Малопольське         | 155300        | 78,21%        | 43263         | 21,79%        | 37043         | 18,63%        | 161783        | 81,37%        | 187083        | 94,33%        | 11236         | 5,67%         | 203724  | 7,68% |
| Мазовецьке           | 256894        | 75,48%        | 83431         | 24,52%        | 70138         | 20,57%        | 270776        | 79,43%        | 323360        | 95,00%        | 17014         | 5,00%         | 349580  | 8,31% |
| Опольське            | 52235         | 82,92%        | 10760         | 17,08%        | 9933          | 15,75%        | 53132         | 84,25%        | 59003         | 93,81%        | 3890          | 6,19%         | 64684   | 7,95% |
| Підкарпатське        | 115811        | 82,67%        | 24284         | 17,33%        | 21652         | 15,45%        | 118533        | 84,55%        | 130976        | 93,78%        | 8686          | 6,22%         | 143712  | 8,36% |
| Підляське            | 51708         | 79,38%        | 13429         | 20,62%        | 10499         | 16,10%        | 54718         | 83,90%        | 61230         | 94,11%        | 3832          | 5,89%         | 67023   | 6,99% |
| Поморське            | 111618        | 77,12%        | 33119         | 22,88%        | 25042         | 17,25%        | 120105        | 82,75%        | 136793        | 94,43%        | 8073          | 5,57%         | 148508  | 8,39% |
| Сілезьке             | 234030        | 80,73%        | 55868         | 19,27%        | 47187         | 16,24%        | 243323        | 83,76%        | 275202        | 95,02%        | 14417         | 4,98%         | 296573  | 8,13% |
| Свентокшиське        | 58286         | 80,97%        | 13696         | 19,03%        | 11964         | 16,60%        | 60091         | 83,40%        | 67764         | 94,29%        | 4107          | 5,71%         | 73870   | 7,11% |
| Вармінсько-Мазурське | 64810         | 79,84%        | 16362         | 20,16%        | 12978         | 15,94%        | 68419         | 84,06%        | 76423         | 94,19%        | 4712          | 5,81%         | 83449   | 7,27% |
| Великопольське       | 154894        | 77,90%        | 43938         | 22,10%        | 34010         | 17,05%        | 165445        | 82,95%        | 187232        | 94,24%        | 11436         | 5,76%         | 204379  | 7,51% |
| Західнопоморське     | 82221         | 79,74%        | 20885         | 20,26%        | 16606         | 16,06%        | 86789         | 83,94%        | 98199         | 95,30%        | 4843          | 4,70%         | 105686  | 7,85% |
| Усього по Польщі     | 1829995       | 78,75%        | 493935        | 21,25%        | 404515        | 17,37%        | 1923994       | 82,63%        | 2194684       | 94,52%        | 127288        | 5,48%         | 2384780 | 7,80% |
| Джерело              | Джерело       | Джерело       | Джерело       | Джерело       | Джерело       | Джерело       | Джерело       | Джерело       | Джерело       | Джерело       | Джерело       | [ 9 ]         | [ 9 ]   | [ 9 ] |

## Наслідки референдуму
Відповідно до розділу 3 статті 125 Конституції Республіки Польща, результати референдуму не були обов’язковими до виконання, тому що участь у референдумі взяло менше половини з 30 мільйонів польських виборців. Явка склала усього 7,8% і була найнижчою за всю історію національних виборів, що відбулися в Європі після 1945 року.
Загальна вартість референдуму склала 71 575 097 злотих.